# Psamatodes alteraria
Psamatodes alteraria är en fjärilsart som beskrevs av Dyar 1916. Psamatodes alteraria ingår i släktet Psamatodes och familjen mätare. Inga underarter finns listade i Catalogue of Life.